# Triclocarban
Triclocarban, TCC er en polychlor-forbindelse (en polychlor-phenoxyphenol), et biocid, speciet anvendt på grund af dets  antibakterielle aktivitet. 
Triclocarban har været brugt i mere end 40 år og bruges nu globalt i mere end 2.000 dagligvarer, herunder kosmetik, sæbe, rengøringsmidler, medicinske produkter, textiler, tæpper, maling, skoleartikler og legetøj (uvist hvor meget triclocarban der bruges i Danmark).[kilde mangler]
Miljøstyrelsen anbefaler i 2015 at der igangsættes en undersøgelse af klorerede paraffiner, parabener samt biociderne triclosan og triclocarban.

## Biokemi
Triclocarbans kemiske struktur ligner skjoldbruskkirtlens hormoner thyroxin (T4) og trijodthyronin (T3) samt andre hormonforstyrrende stoffer som triclosan, polychlorerede bisphenyler (PCB), diethylstilbestrol (DES) og bisphenol A (BPA). Derfor er triclocarban potentielt et hormonforstyrrende stof .
Triclocarbans antibakterielle virkning beror på at stoffet hæmmer aktiviteten af enzymet ACP reduktase (enoyl-acyl-carrier protein reduktase), der er vidt udbredt i bakterier, svampe og planter. ACP reduktase katalyserer det sidste trin i hver cyklus af fedtsyre-forlængelsen i type II fedtsyre-syntesen, og ved hæmning af dette trin hindres den normale fedtsyre-syntese og fedtsyre-indbygningen i cellemembranen, der medfører hæmning af bakterievæksten.

## Eksterne links og henvisninger
1. ↑  Rapport. Miljøstyrelsen, 2015

- Stadig flere beviser: Håndsprit gør mere skidt end godt. Videnskab.dk Arkiveret 14. april 2016 hos  Wayback Machine